# Перам (Мен)
Перам (англ. Perham) — місто (англ. town) в США, в окрузі Арустук штату Мен. Населення — 371 особа (2020).

## Демографія
Згідно з переписом 2010 року, у місті мешкало 386 осіб у 151 домогосподарстві у складі 105 родин. Було 190 помешкань
Расовий склад населення:
| - 97,4 % — білих - 2,3 % — корінних американців |

До двох чи більше рас належало 0,3 %. Частка іспаномовних становила 0,0 % від усіх жителів.
За віковим діапазоном населення розподілялося таким чином: 20,2 % — особи молодші 18 років, 64,0 % — особи у віці 18—64 років, 15,8 % — особи у віці 65 років та старші. Медіана віку мешканця становила 45,3 року. На 100 осіб жіночої статі у місті припадало 104,2 чоловіків;  на 100 жінок у віці від 18 років та старших — 106,7 чоловіків також старших 18 років.
Середній дохід на одне домашнє господарство  становив 50 161 долар США (медіана — 42 917), а середній дохід на одну сім'ю — 57 014 долари (медіана — 51 429). Медіана доходів становила 35 417 доларів для чоловіків та 27 639 доларів для жінок. За межею бідності перебувало 7,7 % осіб, у тому числі 9,1 % дітей у віці до 18 років та 2,8 % осіб у віці 65 років та старших.
Цивільне працевлаштоване населення становило 196 осіб. Основні галузі зайнятості: освіта, охорона здоров'я та соціальна допомога — 28,1 %, роздрібна торгівля — 14,3 %, виробництво — 11,2 %, сільське господарство, лісництво, риболовля — 10,7 %.